# César-díj az Európai Unió legjobb filmjének
Az Európai Unió legjobb filmjének járó César-díj kategóriát (franciául César du meilleur film de l'Union européenne) 2003-ban hozta létre a francia Filmművészeti és Filmtechnikai Akadémia, azzal a céllal, hogy a külföldi filmek sorából kiemeljék, és külön jutalmazzák az Európai Unióban készített filmeket. Az elismerést három alkalommal ítélték oda a 2000-es évek közepén, azóta az európai filmek ismét a legjobb külföldi film címért lehetnek versenyben.

## Díjazottak és jelöltek
A díjazottak vastagítással vannak kiemelve. Az évszám a díjosztó gála évét jelzi, amikor az előző évben forgalmazásra került film elismerésben részesült.

### 2000-es évek
| Év   | Díjazottak és jelöltek |
| ---- | --- |
| 2003 | - Beszélj hozzá (Hable con ella), rendezte: Pedro Almodóvar ( ESP) - 11'09"01 – szeptember tizenegy (11'09"01 - September 11), rendezte: Youssef Chahine, Amos Gitai, Alejandro González Iñárritu, Imamura Sóhei, Claude Lelouch, Ken Loach, Samira Makhmalbaf, Mira Nair, Idrissa Ouedraogo, Sean Penn, Danis Tanović. ( GBR, FRA, EGY, JPN, MEX, USA, IRN) - Gosford Park, rendezte: Robert Altman ( GBR, USA, ITA) - A múlt nélküli ember (Mies vailla menneisyyttä), rendezte: Aki Kaurismäki ( FIN, GER, FRA) - Édes kamaszkor (Sweet Sixteen), rendezte: Ken Loach |
| 2004 | - Good bye, Lenin!, rendezte: Wolfgang Becker ( GER) - A Magdolna nővérek (The Magdalene Sisters), rendezte: Peter Mullan ( IRL, GBR) - Dogville – A menedék (Dogville, rendezte: Lars von Trier ( DEN, SWE, GBR, FRA, GER, NLD, NOR, FIN) - Grazia szigete (Respiro), rendezte: Emanuele Crialese ( ITA, FRA) - Szépséges fiatalság (La meglio gioventù), rendezte: Marco Tullio Giordana ( ITA) |
| 2005 | - Az élet egy csoda (Zivot je cudo), rendezte: Emir Kusturica ( SCG, FRA, ITA) - Még egy csók (Ae Fond Kiss…), rendezte: Ken Loach ( GBR, BEL, GER, ITA, ESP) - Borvilág (Mondovino), rendezte: Jonathan Nossiter ( ARG, FRA, ITA, USA) - Jelenetek egy házasságból 2. (Saraband), rendezte: Ingmar Bergman ( SWE, ITA, GER, FIN, DEN, AUS) - Rossz nevelés (La mala educación), rendezte: Pedro Almodóvar ( ESP) |